# ミドリノバショ
『ミドリノバショ』は、岡Qによる日本の漫画作品。『マンガワン』（小学館）では2019年12月30日、『裏サンデー』（同）では2020年1月6日より連載を開始し、2025年4月21日まで連載された。作者にとって、長編デビュー作である。
ビリヤード専門誌で7年間連載し、自身もビリヤードプレイヤーである作者による爽快ビリヤードが描かれている。『マンガワン』の読者投票による第8回連載投稿トーナメントで第2位獲得。
主人公・翠のモデルであるプロのビリヤード選手・平口結貴とABMとコラボしたイベントを行っている。

## あらすじ
京都の街外れにあるビリヤード場兼カフェ、球撞楽（たまどうらく）。そこには店を経営する祖父の沢木勲によって幼い頃から鍛え上げられた天才ビリヤード少女・蒼井翠がいた。ある日、ビリヤード場に現れた元トッププロの菅伊蔵と戦い勝利したことをきっかけに、翠は様々なビリヤードプレイヤーと戦っていくことになる。

## 登場人物
原作では登場人物の読みが全てカタカナ表記であるため、本項でも原作同様に表記する。

### 球撞楽の人々
蒼井 翠（アオイ ミドリ）
今作の主人公。初登場時は13歳の中学1年生で、その後進級し、第52話で14歳の誕生日を迎えた。ポニーテールが特徴の少女。
祖父・勲によって4歳からビリヤードを叩き込まれてきた天才ハスラー。祖父の店である「球撞楽」を手伝っており、常連客からも可愛がられているが、ビリヤードの腕前においては「化け物」「魔王」などと称されている。
ある日、現れた伊蔵と、勲の代わりに勝負をすることになり勝利する。それをきっかけに様々なビリヤードプレイヤーたちと勝負をしていく。
ビリヤードの他には料理が得意で、「球撞楽」で提供される食事メニューの調理も担当している。運動神経は良いのだが、ビリヤード以外の球技はそれほど得意ではない様子。
モデルはプロのビリヤード選手・平口結貴。
沢木 勲（サワキ イサオ）
翠の祖父。ビリヤード場兼カフェの「球撞楽」を経営している。
昔は「関西の魔王」の異名を取り、若き日の伊蔵に圧勝する程の腕前であった。
平田 民生（ヒラタ タミオ）
父親の転勤で東京から転入してきた高校1年生（初登場時）。ビリヤードは全くの未経験であったが、翠との出会いをきっかけに「球撞楽」でアルバイトを始める。
はっちゃん
「球撞楽」の看板猫。5歳のオス猫で本名はハチ。
新ちゃん、徳さん、ヒグっさん、トビー
「球撞楽」の常連客。

### ビリヤードプレイヤー
菅 伊蔵（スガ イゾウ）
異名：喧嘩屋
元ビリヤードプロ。42歳。世界に手が届くほどのトッププレイヤーであったが、対戦相手の違反行為に対する抗議のはずみで試合中に暴力沙汰を起こしてしまい、プロを除名処分となる。
23歳でアマチュアの国内タイトルをほぼ獲得し、プロになる前に表の大会に出てこない賭博（うら）の世界の強豪達を潰して回っていたが、そこで勲に連戦連敗。「裏の人間に意地になっても意味がない」と勲に諭され、プロになった。
プロを除名され全てを失った後に勲への敗北が苦い記憶として蘇ったため、゜球撞楽」に乗り込み勲に賭け球を挑むが、代わりに戦うこととなった翠に敗北する。
翠に敗北して以降はその実力を高く評価し、彼女の未来の姿を見てみたいとしてよく気にかけており、元トッププロの自分を負かした翠の存在を自ら噂として流したり、翠が東京へ遠征した際の世話役を引き受けるなどしている。
プレイスタイルは「粗暴野生型」。ピンチに強く、パワーショットを得意とする。

#### プロビリヤードプレイヤー/トップリーグ カテゴリーシックス（C6）所属者
沖田 亮司（オキタ リョウジ）
異名：破壊神
現・国内トッププロの一人。25歳。世界ランキング25位。
伊蔵とは師弟関係にあり、伊蔵が天才と認めた翠を倒す事で伊蔵へのこだわりを決別しようと、「球撞楽」を訪れ翠に勝負を挑む。
伊蔵のような威圧感を出すために染髪やピアスなどのイメチェンを行った結果現在のような容姿になっているが、物腰は柔らかく翠や民生にも礼儀正しく接する紳士的な男。
序盤から一気にリードを広げる先行逃げ切り型の戦略を得意とする。終盤まで競り合いが続くと過ぎた慎重さから攻撃力が鈍る事が弱点であったが、悠紀と晃によると、翠に敗北して以降は克服したらしい。
モデルはプロのビリヤード選手・土方隼斗。
水都 響（ミナト ヒビキ）
異名：氷の女王
C6所属トッププロ唯一の女性。27歳。日本女性ランキング1位、世界女性ランキング11位。
兄・悟（サトル）の影響で13歳からビリヤードを始め、18歳でプロ入りを果たした。ビリヤード場「POOL HALL EDEN（プールホール エデン）」を経営しており、強豪選手を招待して対外試合を行っている。
伊蔵が「美人」、翠が「キレイな人」と評するなど容姿端麗だが、闘争心に火が点くと感情のスイッチがオフになるなど、性格は冷徹であるとされている。翠との試合を通じて、ビリヤードを楽しんでいたかつてのスタイルを取り戻して以降は心無しか表情が柔らかくなり、よく笑顔を見せるようになっている。
手球を的球で包囲してコースを塞ぐ牢獄防御（セーフティ）を作り出してファウルを誘い相手の精神を削る「凶暴な防御」を得意としている。
モデルの1人として、プロのビリヤード選手・平林英里子が挙げられている。
富士見 悠紀（フジミ ユウキ）
異名：不屈の富士見
C6所属トッププロの一人。亮司を「ちゃん」付けで呼ぶなど、口調の軽い男性。
立神 晃（タテガミ アキラ）
異名：バーバリライオン
C6所属トッププロの一人。師弟揃って中学生に敗れた伊蔵と亮司を笑ったり、翠の実力を称賛する亮司に対し「負けて頭が変になった」と言い放つなど、やや無礼な態度の男性。
玉城 剣誠（タマシロ ケンセイ）
異名：火の神（ヒヌカン）
C6所属トッププロの一人。長髪を後ろに束ねた目つきの鋭い男性。
他のトッププロに比べて口数が少ない。
円 零（マドカ レイ）
異名：トリックスター
C6所属トッププロの一人。伊蔵と亮司が揃って翠に敗北した事を伊蔵本人から聞かされている。
亮司が翠に敗北した事を誤解を招く言い回しで揶揄したり、響に対して挑発とも取れる言動をとるなど、異名に違わず掴めない性格の男性。

#### プロビリヤードプレイヤー
宮内 謙二朗（ミヤウチ ケンジロウ）
異名：鉄人
国内ランキング8位。45歳。神奈川県のビリヤード場「INFINITY⑧（インフィニティエイト）」の店長を務めている。
現役時代の伊蔵とは何度もランキングを競い合ったいわば好敵手であった。
非常に真面目な性格ゆえに伊蔵とは現役時代から気が合わないようで、暴力沙汰という愚行で除名処分となった伊蔵を軽蔑している。そのためSNS上でも彼の名をミュート設定にしているが、伊蔵が翠を「最強のナインボーラー」と称してSNS上で対戦相手を募っている事を知り、ナインボールの残酷さを教えてやろうと息子・謙人をアメリカから呼び寄せた。
ビリヤードにおいてもその真面目さは変わらず、何よりもルールを重んじる。際どい判定に意見を求められた際も「私の意見などない。ルールに従うのみだ」と断じ、過去の伊蔵との対戦では勝利を決めたショットの後に審判の死角となって見逃されていたファウルを自己申告し、そのまま逆転負けを喫した事もある。
Maximillian Steinhardt（マクシミリアン シュタインハルト）
異名：THE GOD（神）
世界ランキング1位。ドイツ人。伊蔵をはじめ、周囲からは「マックス」の愛称で呼ばれる。

#### アマチュアプレイヤー
上樹 裕（カミキ ユウ）
民生のクラスメートで、近畿学生大会の優勝経験もあるビリヤード上級者。素行が悪く、転校生の民生を「ボッチ」と嘲りイジメに近いマウンティングを行う。
ビリヤード未経験者だった民生を強引に連れて「球撞楽」に来店し、店内で民生や常連客に対して迷惑行為を働いたために翠を怒らせてしまい、ハンデ無しのUSナインボールで完封負けさせられた。
ビリヤードに対する熱意は本物で、敗北後も定期的に翠にリベンジマッチを挑んでおり、翠の誕生日会に参加するまでには「球撞楽」に馴染んでいる。
鮫嶋 真白（サメジマ マシロ）
異名：湘南の人食い鮫
翠の神奈川遠征初戦の相手として名乗りを上げたアマチュアプレイヤー。36歳。全国アマチュアランキング5位。全国タイトルを多数保有する実力者。本職はフラワーショップ「湘南のそよ風」の店員で、花言葉にも詳しい。
神奈川県藤沢市のビリヤード場「TRIANGELS（トライエンジェルス）」を拠点としており、拠点を「海」と呼び、「海の支配者」を自称する自信家。しかし、この強気な態度は実は虚勢であり、大一番ではキューを持つ手に震えが出てしまうなど、根は気弱な性格。
過去に伊蔵との対戦経験があり、その弱腰が最大の弱点であると指摘され、格上にも噛みつくような気概が必要だとして「湘南の人食い鮫」の異名を菅から与えられた。
宮内 謙人（ミヤウチ ケント）
異名：THE DEATH（死神）
謙二朗の息子。19歳。アメリカに留学中だが、翠の神奈川遠征5戦目の相手として父・謙二朗に呼び寄せられる形で帰国した。

### その他の登場人物
蒼井 翼（アオイ ツバサ）
翠の母であり、勲の娘。39歳。職業は看護師。
翠がビリヤードを通じて努力の大切さと社会性を学んだ事は理解しつつも、ビリヤード漬けの翠の将来を心配している。
水都 悟（ミナト サトル）
響の7歳上の兄。水都がビリヤードの道を進むきっかけを与えた人物。本業の傍ら、響のプロ活動のマネジメントを担っていたが、響が22歳の時に交通事故で命を落とした。
東野 渡（トウノ ワタル）
響の経営するビリヤード場「EDEN」の従業員。響が「EDEN」で対外試合をする際に審判を務めている。

## 書誌情報
- 岡Q『ミドリノバショ』小学館〈裏少年サンデーコミックス〉、全9巻
  1. 2020年8月12日発売[7][8]、ISBN 978-4-09-850221-9
  2. 2020年12月18日発売[2]、ISBN 978-4-09-850360-5
  3. 2021年7月12日発売[9]、ISBN 978-4-09-850622-4
  4. 2022年2月10日発売[10]、ISBN 978-4-09-850887-7
  5. 2022年9月12日発売[11]、ISBN 978-4-09-851278-2
  6. 2023年5月19日発売[12]、ISBN 978-4-09-852068-8
  7. 2024年1月12日発売[13]、ISBN 978-4-09-853104-2
  8. 2024年9月11日発売[14]、ISBN 978-4-09-853599-6
  9. 2025年6月12日発売[15]、ISBN 978-4-09-854137-9